# X-Bionic Sphere
Die X-Bionic Sphere (Eigenschreibweise: „x-bionic sphere“) ist eine Multifunktionsanlage in Šamorín in der Westslowakei, südöstlich von Bratislava. Sie vereint die Trainingsanlagen für knapp 30 olympische Disziplinen ebenso wie einen Tagungs- und Hotelbereich. Insgesamt finden bis zu 16.600 Zuschauer Platz.

## Geschichte
Die Initiative zum Bau des ursprünglich „Hippo Arena Samorin“ genannten Sportparks ging von dem slowakischen Geschäftsmann Mario Hoffmann aus, der sich 2012/2013 mit der Planung beschäftigte und für die Umsetzung den deutschen Parcoursbauer Arno Gego gewinnen konnte. 2015 wurde die Anlage dann im Kern fertig gestellt und diente als Begründung für die Kandidatur zur Ausrichtung der Weltreiterspiele 2022. Tatsächlich ging Šamorín als einer von zwei Bewerbern in die Kandidatur, zog sie aber 2017 zurück.
In der ersten Jahreshälfte 2016 wurden die Wassersport- und Leichtathletikanlagen, ein Fußballstadion, ein voll ausgestattetes Fitnessstudio und ein Kraftraum, ein Wellness-Spa-Bereich sowie ein Hotel fertiggestellt.
Die 2015 zuerst finalisierte „Equestosphere“ diente umgehend als Austragungsort für eine olympische Vorausscheidung. Im Sommer 2016 erhielt der Sportpark in seiner Gesamtheit den Status als Olympisches Trainingszentrum der Slowakei.
Namensgeber ist das Schweizer Unternehmen X-Technology Swiss Research & Development respektive dessen Marke „X-Bionic“.

## Lage und Anlagen
Die über 100 ha große Anlage liegt direkt zwischen der Donau im Westen und Šamorín im Norden und Nordosten. Südöstlich grenzt der Ort Čilistov (Kledern) an den Sportpark.
Im nördlichen Teil der Anlage befindet sich der 38 ha große Teil für den Reitsport. Er umfasst Anlagen für Springen, Dressur, Vielseitigkeit, Distanzreiten, Voltigieren und Fahren sowie eine Allwettergalopprennbahn über 1.650 m und 800 Pferdeboxen. Der Komplex gilt als das größte und modernste Reitzentrum in Mitteleuropa.
Im südöstlichen Teil nimmt ein Fußballstadion nach FIFA-Standards ebenfalls vergleichsweise großen Raum ein. Es diente beispielsweise dem türkischen Club Galatasaray Istanbul zur Vorbereitung für die Saison 2017.
Des Weiteren gibt es eine IAAF-zertifizierte Leichtathletikanlage, mehrere Rasen- und Sandplätze sowie Mehrzweckhallen, zwei Hotels mit drei Sternen und ein Konferenzgebäude.
Darüber hinaus befindet sich auf der Anlage noch das staatlich akkreditierte Technologische Institut A. Ruprecht, das eine Ingenieursausbildung mit dem Abschluss Bachelor anbietet. Gegründet wurde die Einrichtung von der Chemie-Holding Energochemica, um gezielt Absolventen auszubilden.

## Veranstaltungen (Auswahl)

### Darts
Im Jahr 2018 wurden erstmals die „Darts Slovak Open“ als Turnier im Kalender der BDO ausgerichtet. Bei den Männern ist es ein Turnier der Kategorie A, bei den Damen der Kategorie B.
Die ersten Sieger waren Scott Waites und Fallon Sherrock. Bei der Zweitauflage setzten sich der Niederländer Wesley Harms und die Engländerin Maria O’Brien durch.

### Fachtagungen
Im März 2019 fand im Konferenzteil der X-Bionic Sphere die fünfte Auflage der „Newmatec“ statt, einer Automotive-Fachkonferenz. Zu den Sprechern gehörten u. a. der slowakische Wirtschaftsminister Peter Žiga, Alexander Matusek, Präsident des slowakischen Automobilindustrieverbands ZAP SR, sowie Thomas A. Schmid, COO von Hyundai Motor Europe.

### Reiten
Im Anschluss an die olympische Vorausscheidung 2015 war die Reitsportanlage 2017 beispielsweise Austragungsort für den Coca Cola Grand Prix (CSI2*) und den X-Bionic Sphere Grand Prix (CSI4*). In beiden Fällen setzte sich Rowan Willis aus Australien durch.
Beim Grand Prix von Energochemica im Folgejahr, einem Turnier für Springreiter, setzte sich Dominique Hendrickx mit Bacardi les Hauts durch. Zu den Platzierten gehörte u. a. Cassio Rivetti. Es wurde als CSI4*-W ausgetragen und diente außerdem zur Qualifikation für die Weltreiterspiele 2018 und die Europameisterschaften 2019.

### Schwimmen
Mit über 30 teilnehmenden Nationen war die X-Bionic Sphere im Sommer 2019 der Austragungsort der ersten Jugendweltmeisterschaft im Kunstschwimmen der Fédération Internationale de Natation (FINA). Die Veranstaltung richtete sich an Teilnehmer im Alter von 13 bis 15 Jahren; die Eröffnungsrede hielt Ona Carbonell.

### Triathlon
Nach längerer Vorbereitungszeit richtete die Challenge-Family im Jahr 2017 erstmals eine Weltmeisterschaft im Triathlon (und zwar über die Mitteldistanz) aus. Die Wahl auf den Austragungsort fiel auf Šamorín bzw. die X-Bionic Sphere. Als Titel wurde „TheChampionship“ ausgewählt. Qualifikationen waren über 40 Challenger-Rennen weltweit möglich, als Preisbörse für die Profis wurden mindestens 150.000 Euro ausgelobt. Erster Sieger wurde Lionel Sanders. Im Nachgang zur Premiere fiel die Entscheidung, die Veranstaltung für drei weitere Jahre auf der Anlage auszurichten. An der dritten Auflage im Sommer 2019 beteiligten sich u. a. Sebastian Kienle, David McNamee, Ben Kanute und Rodolphe Von Berg.
Für die 1,9 km lange Schwimmstrecke wurde die Donau ausgewählt, für 90 Radkilometer wechselte das Feld auf eine flache Wendepunktstrecke und drei Runden „quer durch die X-Bionic Sphere und entlang der Donau“ fügten sich zur Distanz des Halbmarathons zusammen.

## Verkehrsanbindung
Östlich der Anlage verläuft die Route 63, die Šamorín und damit auch die X-Bionic Sphere mit Bratislava verbindet. Bahnhöfe und internationale Flughäfen finden sich nördlich in Bratislava sowie in der ca. 70 km westlich gelegenen österreichischen Hauptstadt Wien.